# Golden Globe 2000
La 57ª edizione della cerimonia di premiazione di Golden Globe si è tenuta il 23 gennaio 2000 al Beverly Hilton Hotel di Beverly Hills, California.
Liza Huber, figlia di Susan Lucci, è stata la Golden Globe Ambassador dell'edizione.

## Premi per il cinema
Vengono di seguito indicati in grassetto i vincitori. Ove ricorrente e disponibile, viene indicato il titolo in lingua italiana e quello in lingua originale tra parentesi.

### Miglior film drammatico
- American Beauty (American Beauty), regia di Sam Mendes
- Fine di una storia (The End of the Affair), regia di Neil Jordan
- Hurricane - Il grido dell'innocenza (The Hurricane), regia di Norman Jewison
- Insider - Dietro la verità (The Insider), regia di Michael Mann
- Il talento di Mr. Ripley (The Talented Mr. Ripley), regia di Anthony Minghella

### Miglior film commedia o musicale
- Toy Story 2 - Woody e Buzz alla riscossa (Toy Story 2), regia di Ash Brannon, John Lasseter e Lee Unkrich
- Terapia e pallottole (Analyze This), regia di Harold Ramis
- Essere John Malkovich (Being John Malkovich), regia di Spike Jonze
- Man on the Moon, regia di Miloš Forman
- Notting Hill, regia di Roger Michell

### Miglior regista
- Sam Mendes - American Beauty (American Beauty)
- Neil Jordan - Fine di una storia (The End of the Affair)
- Norman Jewison - Hurricane - Il grido dell'innocenza (The Hurricane)
- Michael Mann - Insider - Dietro la verità (The Insider)
- Anthony Minghella - Il talento di Mr. Ripley (The Talented Mr. Ripley)

### Miglior attore in un film drammatico
- Denzel Washington - Hurricane - Il grido dell'innocenza (The Hurricane)
- Kevin Spacey - American Beauty
- Russell Crowe - Insider - Dietro la verità (The Insider)
- Richard Farnsworth - Una storia vera (The Straight Story)
- Matt Damon - Il talento di Mr. Ripley (The Talented Mr. Ripley)

### Migliore attrice in un film drammatico
- Hilary Swank - Boys Don't Cry
- Annette Bening - American Beauty
- Julianne Moore - Fine di una storia (The End of the Affair)
- Sigourney Weaver - La mappa del mondo (A Map of the World)
- Meryl Streep - La musica del cuore (Music of the Heart)

### Miglior attore in un film commedia o musicale
- Jim Carrey - Man on the Moon
- Robert De Niro - Terapia e pallottole (Analyze This)
- Rupert Everett - Un marito ideale (The Ideal Husband)
- Hugh Grant - Notting Hill
- Sean Penn - Accordi e disaccordi (Sweet and Lowdown)

### Migliore attrice in un film commedia o musicale
- Janet McTeer - In cerca d'amore (Tumbleweeds)
- Reese Witherspoon - Election (Election)
- Julianne Moore - Un marito ideale (The Ideal Husband)
- Sharon Stone - La dea del successo (The Muse)
- Julia Roberts - Notting Hill (Notting Hill)

### Miglior attore non protagonista
- Tom Cruise - Magnolia (Magnolia)
- Michael Caine - Le regole della casa del sidro (The Cider House Rules)
- Michael Clarke Duncan - Il miglio verde (The Green Mile)
- Haley Joel Osment - Il sesto senso (The Sixth Sense)
- Jude Law - Il talento di Mr. Ripley (The Talented Mr. Ripley)

### Migliore attrice non protagonista
- Angelina Jolie - Ragazze interrotte (Girl, Interrupted)
- Natalie Portman - La mia adorabile nemica (Anywhere But Here)
- Cameron Diaz - Essere John Malkovich (Being John Malkovich)
- Catherine Keener - Essere John Malkovich (Being John Malkovich)
- Chloë Sevigny - Boys Don't Cry (Boys Don't Cry)
- Samantha Morton - Accordi e disaccordi (Sweet and Lowdown)

### Migliore sceneggiatura
- Alan Ball - American Beauty (American Beauty)
- Charlie Kaufman - Essere John Malkovich (Being John Malkovich)
- John Irving - Le regole della casa del sidro (The Cider House Rules)
- Eric Roth e Michael Mann - Insider - Dietro la verità (The Insider)
- M. Night Shyamalan - Il sesto senso (The Sixth Sense)

### Migliore colonna sonora originale
- Ennio Morricone - La leggenda del pianista sull'oceano
- Thomas Newman - American Beauty (American Beauty)
- John Williams - Le ceneri di Angela (Angela's Ashes)
- George Fenton - Anna and the King (Anna and the King)
- Michael Nyman - Fine di una storia (The End of the Affair)
- Jocelyn Pook - Eyes Wide Shut (TEyes Wide Shut)
- Lisa Gerrard e Pieter Bourke - Insider - Dietro la verità (The Insider)
- Angelo Badalamenti - Una storia vera (The Straight Story)
- Gabriel Yared - Il talento di Mr. Ripley (The Talented Mr. Ripley)

### Migliore canzone originale
- You'll Be in My Heart, musica e testo di Phil Collins - Tarzan (Tarzan)
- How Can I Not Love You, musica e testo di Babyface, George Fenton e Robert Kraft - Anna and the King (Anna and the Kingt)
- Beautiful Stranger, musica e testo di Madonna e William Orbit - Austin Powers la spia che ci provava (Austin Powers: The Spy Who Shagged Me)
- Save Me, musica e testo di Aimee Mann - Magnolia (Magnolia)
- When She Loved Me, musica e testo di Randy Newman - Toy Story 2 - Woody e Buzz alla riscossa (Toy Story 2)

### Miglior film straniero
- Tutto su mia madre (Todo sobre mi madre), regia di Pedro Almodóvar (Spagna)
- Aimée & Jaguar (Aimée und Jaguar), regia di Max Färberböck (Germania)
- Est-ovest - Amore-libertà (Est - Ouest), regia di Régis Wargnier (Francia/Russia)
- La ragazza sul ponte (Fille sur le pont), regia di Patrice Leconte (Francia)
- Il violino rosso (Le violon rouge), regia di François Girard (Italia/Canada)

## Premi per la televisione
Vengono di seguito indicati in grassetto i vincitori. Ove ricorrente e disponibile, viene indicato il titolo in lingua italiana e quello in lingua originale tra parentesi.

### Miglior serie drammatica
- I Soprano (The Sopranos)
- E.R. - Medici in prima linea (ER)
- Ancora una volta (Once and Again)
- The Practice - Professione avvocati (The Practice)
- West Wing - Tutti gli uomini del Presidente (The West Wing)

### Miglior serie commedia o musicale
- Sex and the City (Sex and the City)
- Ally McBeal (Ally McBeal)
- Dharma & Greg (Dharma & Greg)
- Spin City (Spin City)
- Will & Grace (Will & Grace)

### Miglior mini-serie o film per la televisione
- RKO 281 - La vera storia di Quarto potere (RKO 281), regia di Benjamin Ross
- Dash and Lilly (Dash and Lilly), regia di Kathy Bates
- Vi presento Dorothy Dandridge (Introducing Dorothy Dandridge), regia di Martha Coolidge
- Giovanna d'Arco (Joan of Arc), regia di Christian Duguay
- L'occhio gelido del testimone (Witness Protection), regia di Richard Pearce

### Miglior attore in una serie drammatica
- James Gandolfini - I Soprano (The Sopranos)
- Billy Campbell - Ancora una volta (Once and Again)
- Dylan McDermott - The Practice - Professione avvocati (The Practice)
- Rob Lowe - West Wing - Tutti gli uomini del Presidente (The West Wing)
- Martin Sheen - West Wing - Tutti gli uomini del Presidente (The West Wing)

### Miglior attore in una serie commedia o musicale
- Michael J. Fox - Spin City (Spin City)
- Thomas Gibson - Dharma & Greg (Dharma & Greg)
- Ray Romano - Tutti amano Raymond (Everybody Loves Raymond)
- George Segal - Just Shoot Me! (Just Shoot Me!)
- Eric McCormack - Will & Grace (Will & Grace)

### Miglior attore in una mini-serie o film per la televisione
- Jack Lemmon - Inherit the Wind (Inherit the Wind)
- Sam Shepard - Dash and Lilly (Dash and Lilly)
- Liev Schreiber - RKO 281 - La vera storia di Quarto potere (RKO 281)
- Jack Lemmon - I martedì da Morrie (Tuesdays with Morrie)
- Tom Sizemore - L'occhio gelido del testimone (Witness Protection)

### Miglior attrice in una serie drammatica
- Edie Falco - I Soprano (The Sopranos)
- Julianna Margulies - E.R. - Medici in prima linea (ER)
- Amy Brenneman - Giudice Amy (Judging Amy)
- Sela Ward - Ancora una volta (Once and Again)
- Lorraine Bracco - I Soprano (The Sopranos)

### Miglior attrice in una serie commedia o musicale
- Sarah Jessica Parker - Sex and the City (Sex and the City)
- Calista Flockhart - Ally McBeal (Ally McBeal)
- Jenna Elfman - Dharma & Greg (Dharma & Greg)
- Heather Locklear - Spin City (Spin City)
- Felicity Huffman - Sports Night (Sports Night)
- Debra Messing, Will & Grace (Will & Grace)

### Miglior attrice in una mini-serie o film per la televisione
- Halle Berry - Vi presento Dorothy Dandridge (Introducing Dorothy Dandridge)
- Judy Davis - Dash and Lilly (Dash and Lilly)
- Mia Farrow - Il silenzio dell'amore (Forget Me Never)
- Leelee Sobieski - Giovanna d'Arco (Joan of Arc)
- Helen Mirren - The Passion of Ayn Rand (The Passion of Ayn Rand)

### Miglior attore non protagonista in una serie
- Peter Fonda - The Passion of Ayn Rand (The Passion of Ayn Rand)
- David Spade - Just Shoot Me! (Just Shoot Me!)
- Chris Noth - Sex and the City (Sex and the City)
- Sean Hayes - Will & Grace (Will & Grace)
- Klaus Maria Brandauer - Vi presento Dorothy Dandridge (Introducing Dorothy Dandridge)
- Peter O'Toole - Giovanna d'Arco (Joan of Arc)

### Miglior attrice non protagonista in una serie
- Nancy Marchand - I Soprano (The Sopranos)
- Kim Cattrall - Sex and the City (Sex and the City)
- Cynthia Nixon - Sex and the City (Sex and the City)
- Kathy Bates - Annie - Cercasi genitori (Annie)
- Miranda Richardson - Sporco segreto (The Big Brass Ring)
- Jacqueline Bisset - Giovanna d'Arco (Joan of Arc)
- Melanie Griffith - RKO 281 - La vera storia di Quarto potere (RKO 281)

## Premi onorari
- Golden Globe alla carriera: Barbra Streisand